# Conversos al cristianismo desde el islam

## Historia

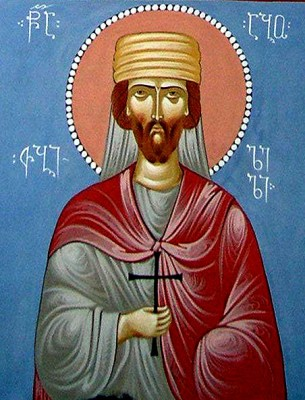
San Abo de Tiflis, santo patrón de Tbilisi, Georgia

La sección contiene una lista alfabética de conversos desde épocas anteriores hasta finales del siglo XIX.

### A
- Abo de Tiflis – Activista cristiano y santo patrón de la ciudad de Tbilisi, Georgia
- Abraham de Bulgaria – mártir y santo de la Iglesia Ortodoxa Rusa[1]
- San Adolfo – mártir que fue condenado a muerte junto con su hermano, Juan, por Abderramán II, el califa de Córdoba, por apostasía[2]
- Jabalah ibn al-Aiham – último gobernante del estado gasánida en Siria y Jordania en el siglo VII d. C.; después de la conquista islámica del Levante, se convirtió al Islam en el año 638 d. C.; más tarde volvió al cristianismo y vivió en Anatolia hasta su muerte en el año 645 d. C.
- León el Africano – Diplomático moro que se convirtió al cristianismo tras su captura.[3][4]
- Safdar Ali – ex maulvi (clérigo) de la India[5]
- San Hodja Amiris – ex soldado otomano destinado en Jerusalén que se convirtió al cristianismo en el siglo XVII y posteriormente fue torturado y asesinado por el delito de apostasía en el Islam[6]
- Avraamy Aslanbegov – vicealmirante ruso-azerí y escritor militar del Imperio ruso, convertido al cristianismo ortodoxo oriental
- Aurelio y Natalia – mártires que fueron ejecutados durante el reinado de Abderramán II, califa de Córdoba, por apostasía[7]
- Anemas – Hijo del último emir de Creta, Abd al-Aziz ibn Shu'ayb. Se convirtió al cristianismo y se unió al ejército bizantino como miembro de la guardia imperial.

### B
- Sarah Balabagan, extrabajadora migrante filipina encarcelada por asesinato en los Emiratos Árabes Unidos.[8]
- Simeón Bekbulatovich – Kan del Kanato de Qasim
- Alexander Bekovich-Cherkassky – oficial ruso de origen circasiano que dirigió la primera expedición militar rusa a Asia Central[9]
- Sayed Borhan Khan – Khan del Kanato de Qasim de 1627 a 1679;[10] fue obligado a convertirse al cristianismo por las fuerzas rusas tras el asedio de Kazán.[10]
- Bulus ibn Raja' – se convirtió a la Iglesia Ortodoxa Copta y escribió el Kitab al-wadih bi-l-haqq, una crítica del Islam.[11]
- Constantino el Africano – Musulmán educado en Bagdad que murió en 1087 como monje cristiano en monte Cassino.[12][13]
- Conversos: un número considerable de musulmanes ibéricos que se convirtieron al catolicismo en España o Portugal, especialmente durante los siglos XIV y XV. Estos cristianos nuevos de origen morisco bereber eran conocidos como moriscos. Más de un millón de estos moriscos se convirtieron del islam al cristianismo, muchos de ellos por la fuerza[14] pero muchos también se convirtieron en creyentes sinceros y devotos en público.[15]

- Eleni de Etiopía: emperatriz de Etiopía, casada por la fuerza y convertida al cristianismo por Kewstantinos I después de su invasión de Hadiya.
- Estevanico – Bereber originario de Marruecos y uno de los primeros exploradores del suroeste de los Estados Unidos[16]

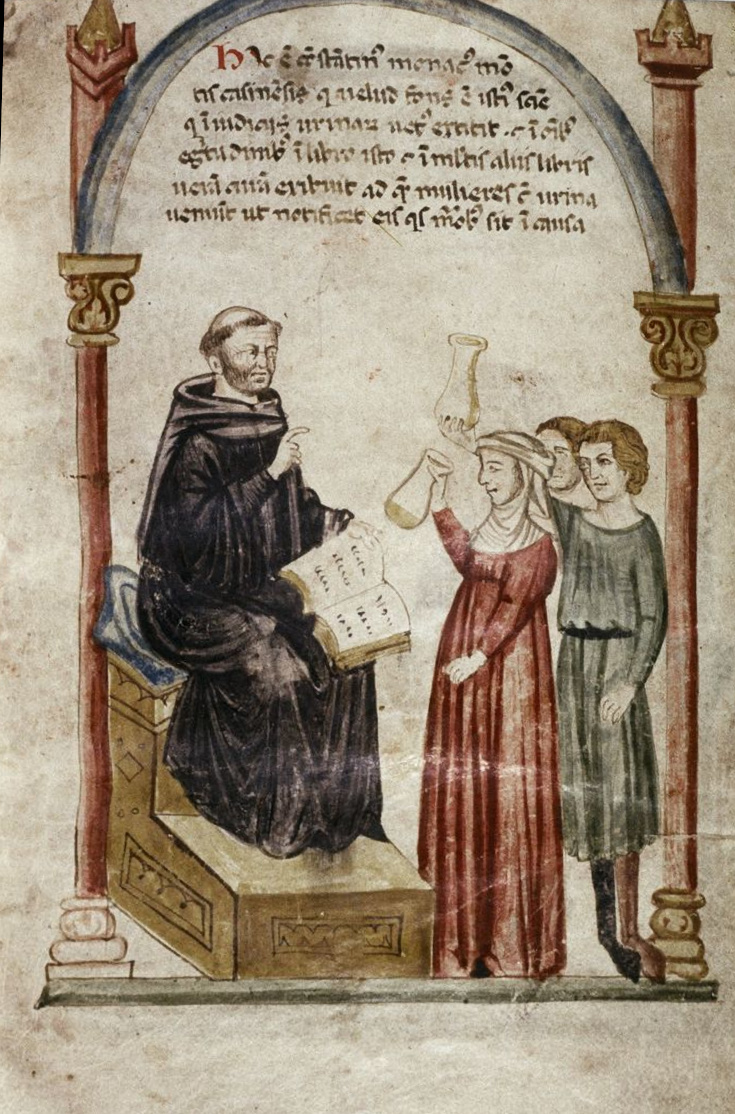
Constantino el Africano fue un médico que se convirtió al catolicismo desde el Islam sunita.

### G
- Jorge XI de Kartli – monarca georgiano que gobernó Georgia Oriental de 1676 a 1688 y nuevamente de 1703 a 1709; cristiano ortodoxo oriental, se convirtió al Islam antes de su nombramiento como gobernador de Kandahar; más tarde se convirtió al catolicismo romano.
- Jorge de Hungría ( c. 1422-1502)[17] – Esclavo otomano que escapó y volvió del Islam al cristianismo.

### H
- Umar ibn Hafsun – líder de las fuerzas anti-dinastía Omeya en el sur de Iberia ; se convirtió al cristianismo con sus hijos y gobernó varios valles montañosos durante casi cuarenta años, teniendo el castillo de Bobastro como su residencia.[18]

### J
- Don Juan de Persia (1560-1604) – figura de finales del siglo XVI y principios del XVII en Irán y España; también conocido como Faisal Nazary; era nativo de Irán, que luego se mudó al oeste; se estableció en España, donde se convirtió al catolicismo romano.
- Jessé de Kajetia – Príncipe georgiano de la dinastía Bagrationi, hijo del rey León de Kajetia, se convirtió al Islam al servicio de la dinastía Safávida, pero regresó al cristianismo ortodoxo después de su regreso a Georgia.[19]
- Jessé de Kartli – Príncipe georgiano de la dinastía Bagrationi (del cristianismo al islam y de vuelta al cristianismo)

### K
- Alexander Kazembek – Orientalista, historiador y filólogo ruso de origen azerí
- Imad ud-din Lahiz – prolífico escritor islámico, predicador y traductor coránico

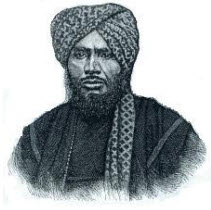
Imad ud–din Lahiz fue un escritor, predicador y traductor coránico islámico que se convirtió del Islam al cristianismo

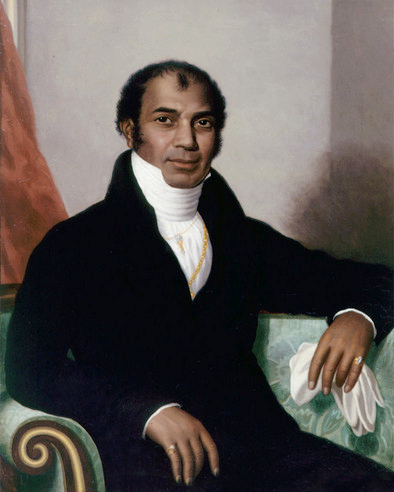
Sake Dean Mahomed fue un viajero, cirujano y empresario que se convirtió al cristianismo desde el Islam sunita.

### M
- Sake Dean Mahomed (nacido como Sheikh Din Muhammad): viajero, cirujano y empresario indio que introdujo el restaurante indio de curry para llevar en Gran Bretaña ; primer indio en escribir un libro en inglés;[21][22] se convirtió para casarse con Jane Daly, una protestante irlandesa, ya que era ilegal que un no protestante se casara con una protestante. Posteriormente se convirtió en un devoto seguidor. [20]
- Enrique de Malaca – esclavo malayo de Fernando de Magallanes, convertido al catolicismo romano después de ser comprado en 1511[23][24] *algunas fuentes dijeron que nunca se convirtió al cristianismo.
- Abdul Masih – misionero indígena indio; ministro anglicano y luterano ordenado; [25] [26] a menudo considerado como el cristiano indígena más influyente que dio forma a las misiones cristianas del siglo XIX en la India; autor religioso
- Ahmed ibn Merwan – Teniente turco seléucida durante la Primera Cruzada. Se convirtió al cristianismo poco después de entregar Antioquía a los cruzados.
- Mizse – último palatino del rey Ladislao IV de Hungría en 1290; nacido en una familia musulmana en el condado de Tolna en el Reino de Hungría; convertido al catolicismo romano
- San Jorge El Mozahem – Santo copto[27][28][29]

### N
- Aurelio y Natalia (fallecidos en 852) – mártires cristianos ejecutados durante el reinado de Abderramán II, emir de Córdoba, y que se cuentan entre los mártires de Córdoba. Aurelio era hijo de padre musulmán y madre cristiana. También era cristiano en secreto, al igual que su esposa Natalia, hija también de padre musulmán.
- Ibrahim Njoya – Rey Bamum; conversiones del Islam al cristianismo
- Nunilo y Alodia: hermanas del siglo IX reconocidas como santas y mártires católicas en la España morisca, ejecutadas por apostasía por convertirse al cristianismo.

### Q
- Qays al-Ghassani, árabe cristiano del siglo X, procedente de Najrán, en el sur de Arabia. Se convirtió al islam en su juventud. Posteriormente, se convirtió al cristianismo y se hizo monje. Fue juzgado en Ramla por apostasía, pero se negó a volver al islam y fue decapitado.

### R
- Ștefan Răzvan – príncipe gitano que gobernó Moldavia durante seis meses en 1595.
- Emily Ruete – princesa de Zanzíbar nacida como Salama bint Said

### S

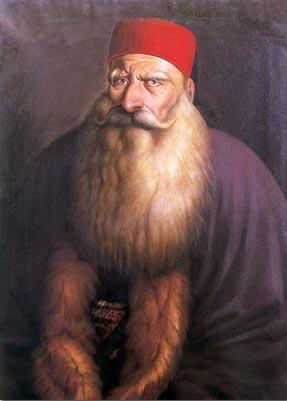
Retrato de Bashir Shihab II, emir (príncipe) que gobernó el Líbano otomano en la primera mitad del.

- Omar ibn Said – escritor y erudito del Islam, esclavizado y deportado del actual Senegal a los Estados Unidos en 1807, se convirtió formalmente al cristianismo en 1820, aunque parece haber permanecido al menos parcialmente musulmán.
- Begum Samru – poderosa dama del norte de la India, que gobierna una amplia zona desde Sardhana, Uttar Pradesh.[30]
- La familia Sibirsky, la más importante de muchas familias nobles Genghisid (Shaybanid) que vivieron anteriormente en Rusia.[31]
- Familia Shihab o Chehab – prominente familia noble libanesa; se convirtió del islam sunita, la religión de sus predecesores, al cristianismo a finales del siglo XVIII. Sus descendientes fueron gobernantes maronitas del Emirato del Monte Líbano.[32] [33] [34] [35]
  - Bashir Shihab II – Emir (príncipe) libanés que gobernó el Líbano otomano en la primera mitad del siglo XIX; su familia era musulmana sunita; algunos de ellos se convirtieron al cristianismo católico maronita a finales del siglo XVIII.[36]
- Skanderbeg – líder militar albanés; fue convertido por la fuerza del cristianismo al islam, pero volvió al cristianismo más tarde en su vida[37]
- María Aurora von Spiegel (nacida Fátima) – amante turca de Augusto II el Fuerte y esposa de un noble polaco [38]

### T
- Tabaraji de Ternate – sultán indonesio; convertido al catolicismo romano después de 1534 y bautizado con el nombre de Dom Manuel [39]
- Casilda de Toledo – hija de un rey musulmán de Toledo (llamado Almacrin o Almamun); enfermó de joven y viajó al norte de Iberia para beber de las aguas curativas del santuario de San Vicente; cuando se curó, fue bautizada en Burgos; venerada como santa de la Iglesia Católica.

### U
- Ubayd-Allah ibn Jahsh (árabe: عبيد الله بن جحش) – hermano de Zaynab bint Jahsh, cuñado y primo hermano de Muhammad y uno de los Sahaba (compañeros del Profeta) varones;[40] ha sido citado como uno de los cuatro hanif monoteístas por Ibn Ishaq que se convirtió al cristianismo después de su migración a Abisinia .
- Utameshgaray de Kazán – Khan del Kanato de Kazán; se vio obligado a convertirse al cristianismo tras el asedio de Kazán.[41]

### X
- Muley Xeque (árabe: مولاي الشيخ Mawlay al-Shaykh) – Príncipe marroquí, nacido en Marrakech en 1566; exiliado en España, se convirtió al catolicismo romano en Madrid y fue conocido como Felipe de África o Felipe de Austria.

### Y
- Yadegar Moxammat de Kazán – último khan del Kanato de Kazán

### Z
- Zaida de Sevilla – nacida musulmana ibérica; cuando Sevilla cayó en manos de los almorávides, huyó a la protección de Alfonso VI de Castilla, convirtiéndose en su amante, convirtiéndose al cristianismo y tomando el nombre bautismal de Isabel.
- Zayd Abu Zayd – el último gobernador almohade de Valencia, España; siguió siendo un aliado leal de Jaime I; en 1236 se convirtió al catolicismo romano, adoptando el nombre de Vicente Bellvis, un hecho que mantuvo en secreto hasta la caída de Valencia.
- Abu'l-Maghra ibn Musa ibn Zurara – último emir zurarida de Arzen

## SigloXXyXXI

### A
- Fadi Aoudi: un libanés-canadiense que se convirtió al catolicismo romano después de haberse convertido al judaísmo reformista.
- Aslan Abashidze, exlíder de la República Autónoma de Ajaria, en el oeste de Georgia, nació en una reconocida familia musulmana de Ajaria , pero posteriormente se convirtió al cristianismo.
- Basuki Abdullah – pintor indonesio; convertido al catolicismo romano
- Saeed Abedini – Pastor iraní-estadounidense encarcelado en Irán, Abedini es un estadounidense y ex musulmán que se convirtió al cristianismo en 2000.[42][43][44]
- Taysir Abu Saada – este exmiembro de la OLP fundó el ministerio Esperanza para Ismael después de convertirse al cristianismo; chofer personal de Yasir Arafat.[45][46]
- Rotimi Adebari – el primer alcalde negro de Irlanda[47]
- Mehmet Ali Ağca – asesino turco que mató al periodista de izquierda Abdi İpekçi el 1 de febrero de 1979; luego disparó e hirió al Papa Juan Pablo II el 13 de mayo de 1981; mientras estaba en prisión en 2007, afirmó haberse convertido al cristianismo. [48]
- Ayaan Hirsi Ali – Feminista, escritora y política holandesa nacida en Somalia. [49]
- Magdi Allam (bautizado como Magdi Cristiano Allam) – El periodista de asuntos islámicos más famoso de Italia[50]
- Zachariah Anani – excombatiente de una milicia musulmana sunita libanesa[51]
- Juan Andrés – nombre elegido por un erudito musulmán español que se convirtió al catolicismo y escribió una conocida obra polémica contra el Islam, la Confusión o confutación de la secta mahometica y del Alcorán
- Matthew Ashimolowo – Pastor y evangelista británico nacido en Nigeria[52]
- Asmirandah – Actriz indonesia de ascendencia holandesa; convertida al protestantismo en diciembre de 2013; debe su conversión a la experiencia de haber soñado tres veces con Jesucristo[53][54][55]
- Johannes Avetaranian – nacido Muhammad Shukri Efendi, misionero cristiano de herencia turca
- Ridvan Aydemir – YouTuber turco-alemán.[56]

### B

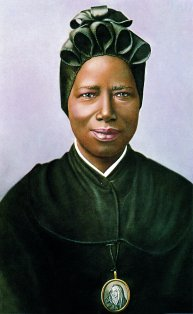
Josefina Bakhita, santa católica de Darfur, Sudán

- Parveen Babi – ex actriz india y ex modelo; nació en Junagadh, Guyarat, en una familia musulmana, y luego se convirtió al cristianismo durante los últimos años de su vida, y fue bautizada en una iglesia protestante anglicana en Malabar Hill.[57]
- Tunde Bakare – Pastor pentecostal y político nigeriano.
- Josefina Bakhita – Santa católica de Darfur, Sudán. Fue convertida al islam por la fuerza[58] El 9 de enero de 1890, Bakhita fue bautizada con los nombres de Josefina Margarita y Fortunata.
- Sarah Balabagan – Prisionera filipina en los Emiratos Árabes Unidos, 1994-96[59]
- Fathima Rifqa Bary – Adolescente estadounidense de ascendencia esrilanquesa que atrajo la atención internacional en 2009 cuando huyó de su hogar y afirmó que sus padres musulmanes podrían matarla por haberse convertido al cristianismo.[60]
- Sheikh Ahmed Barzani – jefe de la tribu Barzani en el Kurdistán iraquí y hermano mayor de Mustafa Barzani, líder nacionalista kurdo; anunció su conversión al cristianismo en 1931 durante el levantamiento antigubernamental.
- Mohammed Christophe Bilek – ex musulmán argelino que vive en Francia desde 1961; bautizado como católico romano en 1970; en la década de 1990, fundó Nuestra Señora de Cabilia, un sitio web francés dedicado a la evangelización entre los musulmanes.[61]
- Francis Bok – activista sudanés-estadounidense, convertido al Islam desde el cristianismo, pero que luego regresó a su fe cristiana.[62]
- Jean–Bédel Bokassa – Emperador de la República Centroafricana (del cristianismo al islam y de vuelta al cristianismo)[63][64]
- Thomas Boni Yayi – banquero y político beninés que ha sido presidente de Benín desde 2006;[65] originalmente de una familia musulmana; ahora es un protestante evangélico.[66]
- Broery – Cantante indonesia (del cristianismo al islam y de regreso al cristianismo)[67][68]

### C

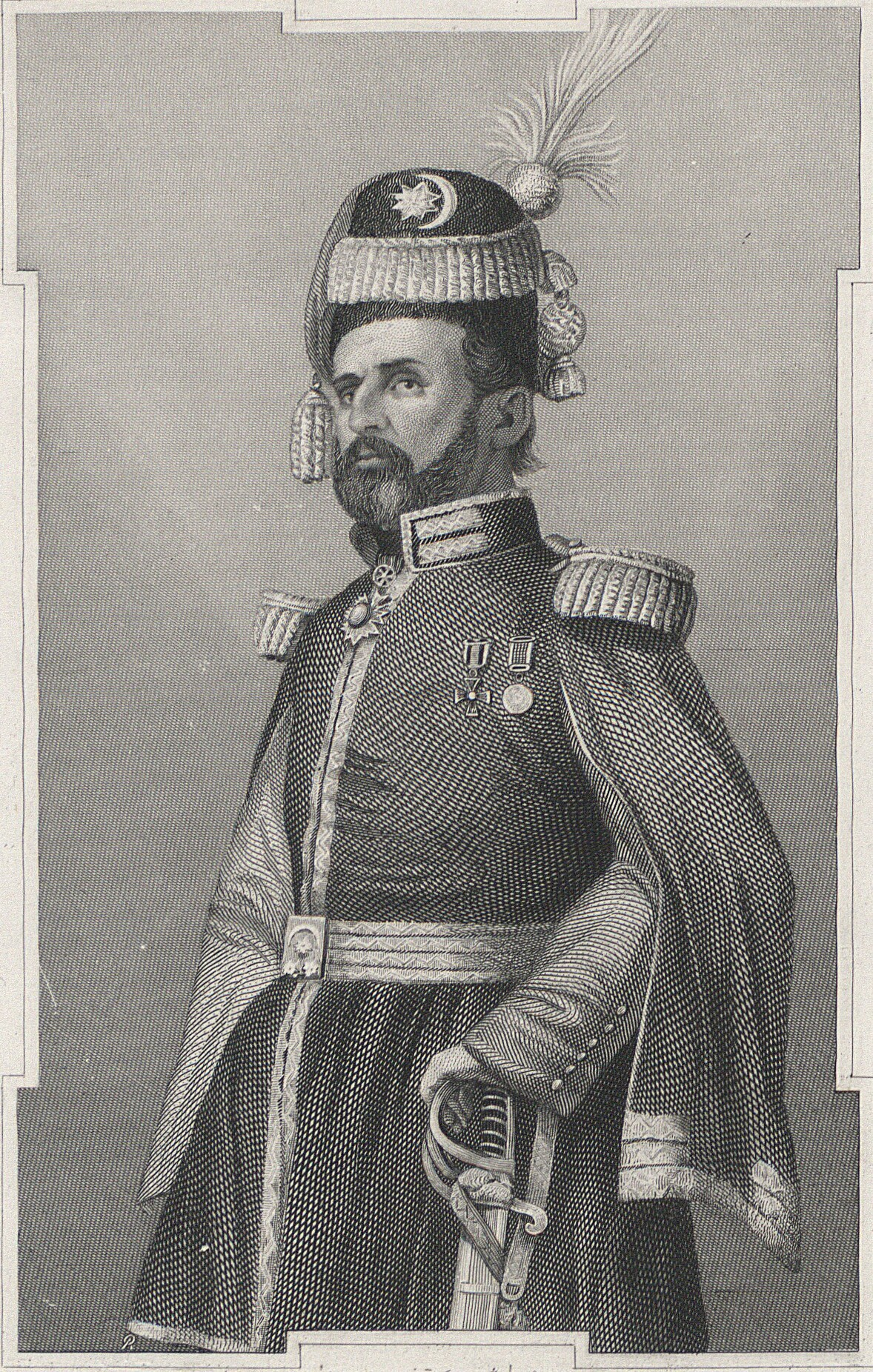
Michał Czajkowski, escritor y emigrante político polaco–cosaco que trabajó por la resurrección de Polonia.

- Moussa Dadis Camara – ex oficial del ejército guineano que sirvió como presidente de la República de Guinea; cristiano católico romano convertido del Islam[69][70]
- Emir Caner – Presidente del Colegio Sueco-Americano y reconocido portavoz cristiano y crítico del Islam
- Ergun Caner – Autor sueco-estadounidense y ministro bautista
- Rianti Cartwright – Actriz, modelo, presentadora y VJ indonesia; dos semanas antes de partir a los Estados Unidos para casarse, dejó el Islam para convertirse en católica bautizada con el nombre de Sophia Rianti Rhiannon Cartwright.
- Chamillionaire (nacido Hakeem Seriki) – Rapero estadounidense, nacido musulmán pero luego convertido al cristianismo[71]
- Djibril Cissé – Futbolista internacional francés[72][73]
- Hansen Clarke – Representante de EE. UU. por Michigan's 13th congressional district [74]
- Eldridge Cleaver – inicialmente asociado con la Nación del Islam, luego con el cristianismo evangélico, luego con el mormonismo[75][76]
- Michał Czajkowski – escritor polaco-cosaco y emigrado político que trabajó tanto por la resurrección de Polonia como por el restablecimiento de la Ucrania cosaca.[77]

### D
- Justinus Darmojuwono – primer cardenal indonesio de la Iglesia católica romana; sirvió como arzobispo de Semarang de 1963 a 1981, y fue elevado al cardenalato en 1967; se convirtió al catolicismo en 1932[78]
- Nonie Darwish – Escritora egipcio-estadounidense, activista de derechos humanos, crítica del Islam, fundadora de Árabes por Israel, directora de Ex Musulmanes Unidos
- Hassan Dehqani-Tafti – primer persa étnico en convertirse en obispo cristiano de Irán desde el siglo VII y la conquista islámica de Persia [79]
- Mehdi Dibaj – Cristiano iraní convertido del chiismo, pastor y mártir cristiano[80]
- Manohara Odelia Pinot – modelo y actriz indonesia de ascendencia mixta caucásica e indonesia Bugis y exesposa del príncipe kelantanese de Malasia, Tengku Muhammad Fakhry Petra.[81]
- Momolu Dukuly – político liberiano; se convirtió en el segundo ministro de Asuntos Exteriores durante el gobierno de William V. S. Tubman.[82]
- Daniel Bambang Dwi Byantoro – líder (y archimandrita) de la Iglesia ortodoxa indonesia[83]
- Ibn al-Dahhak – jefe kurdo, que abandonó el Islam, se convirtió al cristianismo y entró al servicio del emperador bizantino Romano I Lecapeno (r. 920-944).

### E

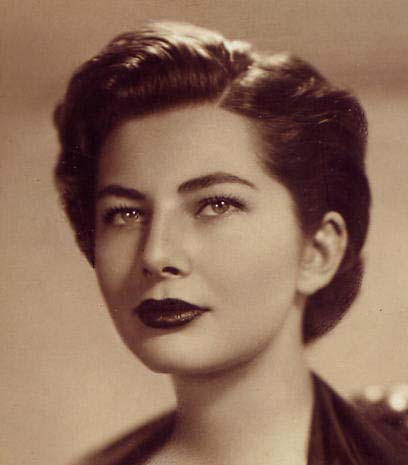
Soraya Esfandiary–Bakhtiary, reina consorte de Irán

- Bahaa el-Din Ahmed Hussein el-Akkad – ex jeque musulmán egipcio cuyo discurso teológico con un cristiano lo llevó a realizar un estudio intensivo de las escrituras cristianas, después de lo cual se convirtió al cristianismo en enero de 2005.
- Mohammed Elewonibi – jugador de fútbol nigeriano–canadiense[84]
- Soraya Esfandiary-Bakhtiari – segunda esposa y reina consorte de Mohammad Reza Pahlavi, el difunto Sha de Irán que se convirtió al catolicismo romano .

### F
- Joseph Fadelle (nacido Mohammed al-Sayyid al-Moussawi) – Católico romano convertido del Islam y escritor nacido en 1964 en Irak en una familia chiita[85][86]
- Rima Fakih – Actriz, modelo, luchadora profesional y ganadora de concursos de belleza libanesa-estadounidense; Miss Estados Unidos 2010; convertida al cristianismo maronita[87]
- Donald Fareed – televangelista y ministro iraní[88]
- Hazem Farraj – escritor, ministro y televangelista palestino-estadounidense

### G
- Mark A. Gabriel – Erudito y escritor islámico egipcio
- Daveed Gartenstein-Ross – experto en antiterrorismo y abogado (del judaísmo al islam y al cristianismo)
- Kabeer Gbaja-Biamila – ala defensiva de fútbol americano que fue reclutado por los Green Bay Packers y actualmente es agente libre.
- Kiki Fatmala – actriz árabe indonesia.[89]
- Ruffa Gutiérrez – Actriz, modelo y ex reina de belleza filipina (del cristianismo al islam y de regreso al cristianismo)[90]

### H
- Ahmed Hassanein – primer jugador de ascendencia egipcia reclutado por la NFL.[91]

### I
- Tunch Ilkin – exjugador turco de fútbol americano[92]
- Raghib Ismail – exjugador de fútbol americano[93]

### J
- Sabatina James (nacida en 1982) – nacida en Dhedar, Pakistán; autora de libros austríaca-pakistaní; comenzó una nueva vida en Viena, cambiando su nombre y convirtiéndose al catolicismo; bautizada en 2006[94]
- Esther John – nacida en una familia musulmana pakistaní; convertida al cristianismo; trabajó como enfermera en comunidades rurales del norte de la India y luego fue asesinada.[95]
- Mario Joseph – nacido en una familia musulmana, se convirtió en un imán notable antes de los 18 años, pero posteriormente se convirtió al catolicismo, tras lo cual fue torturado y obligado a huir a Europa.[96]
- Lina Joy – Malaya convertida del Islam al cristianismo; nacida con el nombre de Azlina Jailani en 1964 en Malasia, de padres musulmanes de ascendencia javanesa; se convirtió a los 26 años; en 1998, fue bautizada y solicitó el reconocimiento legal de su conversión por los tribunales malasios.

### K
- Emir Kusturica – Cineasta y actor serbio y yugoslavo[97][98]

- Claire Koç – periodista francesa que se convirtió al catolicismo después de una experiencia espiritual a la edad de 6 años cuando se encontró con una estatua de la Virgen María en una iglesia.

### L
- Dr. Nur Luke – Traductor de la Biblia uigur[99]
- Yusuf Lule – Presidente de Uganda entre el 13 de abril y el 20 de junio de 1979[100]

### M
- Pinkan Mambo (nacida Pinkan Ratnasari Mambo) – Cantante indonesia; se convirtió en 2010; decisión tomada después de admitir que estudió varias religiones del mundo y finalmente se dejó llevar por el asombro de Jesucristo.[101][102]
- Fadhma Aït Mansour – madre de los escritores franceses Jean Amrouche y Taos Amrouche[103]
- Roy Marten (nacido Wicasksono Abdul Salam) – Actor indonesio cuya familia se convirtió al catolicismo romano durante su infancia, pero que luego se convirtió a la ortodoxia indonesia en 1997.
- Josef Mässrur (nacido Ghäsim Khan) – misionero en el Turquestán chino con la Unión Misionera de Suecia
- Carlos Menem – ex Presidente de Argentina; criado como Nusayri pero convertido al catolicismo romano, un requisito constitucional para acceder a la presidencia hasta 1994
- Arzobispo Thomas Luke Msusa – nació en una familia musulmana; se convirtió al cristianismo cuando era niño y más tarde fue arzobispo en su país natal, Malawi, además de convertir y bautizar a su padre, un ex imán.[104]
- Muhsin Muhammad – actual jugador de fútbol americano de los Carolina Panthers, criado en un hogar musulmán, luego convertido al cristianismo[105]
- Paul Mulla – Erudito turco y profesor de Estudios Islámicos en el Pontificio Instituto Oriental[106]

### N
- Youcef Nadarkhani – Pastor cristiano iraní condenado a muerte por apostasía[107]
- Diana Nasution – Cantante indonesia, convertida al protestantismo después del matrimonio
- Marina Nemat – Autora canadiense de ascendencia iraní y ex prisionera política del gobierno iraní; nacida en una familia cristiana, se convirtió al Islam para evitar la ejecución, pero luego regresó al cristianismo.[108]

### O
- Malika Oufkir – escritora marroquí e hija del general Mohamed Oufkir, junto con sus hermanos, se convirtieron del islam al catolicismo. En su libro Vidas Robadas, escribe: «Rechazamos el islam, que no nos había aportado nada bueno, y optamos por el catolicismo».[109]

### P
- Shams Pahlavi – Princesa iraní y hermana mayor de Mohammad Reza Pahlavi, Sha de Irán[110]
- Sharena Gunawan: actriz y modelo indonesia. Convertida al cristianismo tras casarse con el actor indonesio Ryan Delon Situmeang.[111]
- Hamid Pourmand – excoronel del ejército iraní y líder laico de Jama'at-e Rabbani, la rama iraní de la iglesia de las Asambleas de Dios en Irán[112]

### Q
- Nabeel Qureshi – ex musulmán ahmadí; se convirtió al cristianismo evangélico en 2005; se convirtió en un apologista reconocido internacionalmente en Ravi Zacharias International Ministries.[113][114]

### R
- Daud Rahbar – Erudito pakistaní de religiones comparadas, compositor, cuentista, traductor, filósofo, colaborador del diálogo entre civilizaciones, musicólogo, baterista, cantante y guitarrista
- Abdul Rahman – Afgano converso al cristianismo que escapó de la pena de muerte gracias a la presión extranjera[115]
- Hermano Rachid, cristiano marroquí convertido del Islam, presenta un programa semanal de llamadas en vivo en el canal Al-Hayat.
- Majeed Rashid Mohammed – Cristiano kurdo convertido del Islam; estableció una red con antiguos musulmanes kurdos con aproximadamente 2.000 miembros en la actualidad
- Dewi Rezer – modelo indonesia de ascendencia francesa; convertida al catolicismo romano[116]
- Emily Ruete (nacida Sayyida Salme) – Princesa de Zanzíbar y Omán

### S

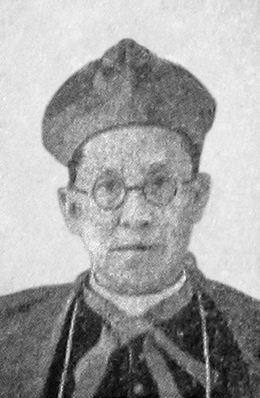
Albertus Soegijapranata, un héroe nacional de Indonesia, fue el primer obispo católico nativo de Indonesia en Indonesia.

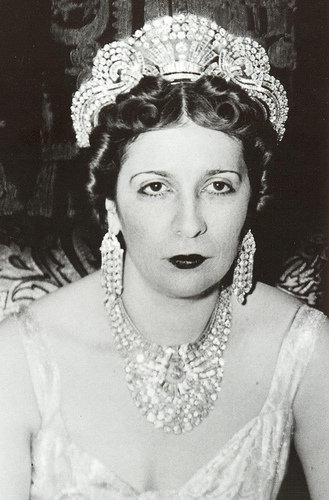
La reina Nazli Sabri de Egipto, que se convirtió del Islam sunita al catolicismo cristiano.

- Nazli Sabri – Reina consorte de Egipto; se convirtió al catolicismo en 1950 y adoptó el nombre de "María Isabel".
- Kyai Sadrach – misionero indonesio[117]
- Mohammed Sanogo es un pastor principal, autor y misionero de Costa de Marfil.
- Lukman Sardi – actor indonesio.[118][119][120]
- Reverendo Manigun Sayed, musulmán converso en Manipur (nacido en 1965 y convertido al cristianismo en 1985), de Manipur, India
- Mohamed Alí Seineldín – ex coronel del ejército argentino que participó en dos intentos fallidos de golpe de Estado contra los gobiernos democráticamente elegidos de los presidentes Raúl Alfonsín y Carlos Menem en 1988 y 1990[121]
- Bilquis Sheikh – autor paquistaní y misionero cristiano
- Walid Shoebat – Autor estadounidense y exmiembro de la OLP[122]
- Nasir Siddiki – evangelista, autor y consultor empresarial canadiense[123]
- Amir Sjarifuddin – líder socialista indonesio que más tarde se convirtió en primer ministro de Indonesia durante su Revolución Nacional
- James Scurry – Soldado y estadista británico
- Rudolf Carl von Slatin – soldado anglo-austriaco y administrador en Sudán,[124] Creyendo que sus tropas atribuían su fracaso en la batalla al hecho de que era cristiano, Slatin adoptó públicamente el Islam en 1883 y tomó el nombre islámico, Abd al Qadir. Recibió la absolución del Papa por su conversión al Islam, que había revertido.
- Albertus Soegijapranata – nació en Surakarta, Indias Orientales Neerlandesas, hijo de un cortesano musulmán y su esposa que luego se convirtieron al catolicismo; el primer obispo nativo de Indonesia; conocido por su postura pronacionalista, a menudo expresada como "100% católico, 100% indonesio"
- Patrick Sookhdeo – canónigo anglicano británico[125]

### T

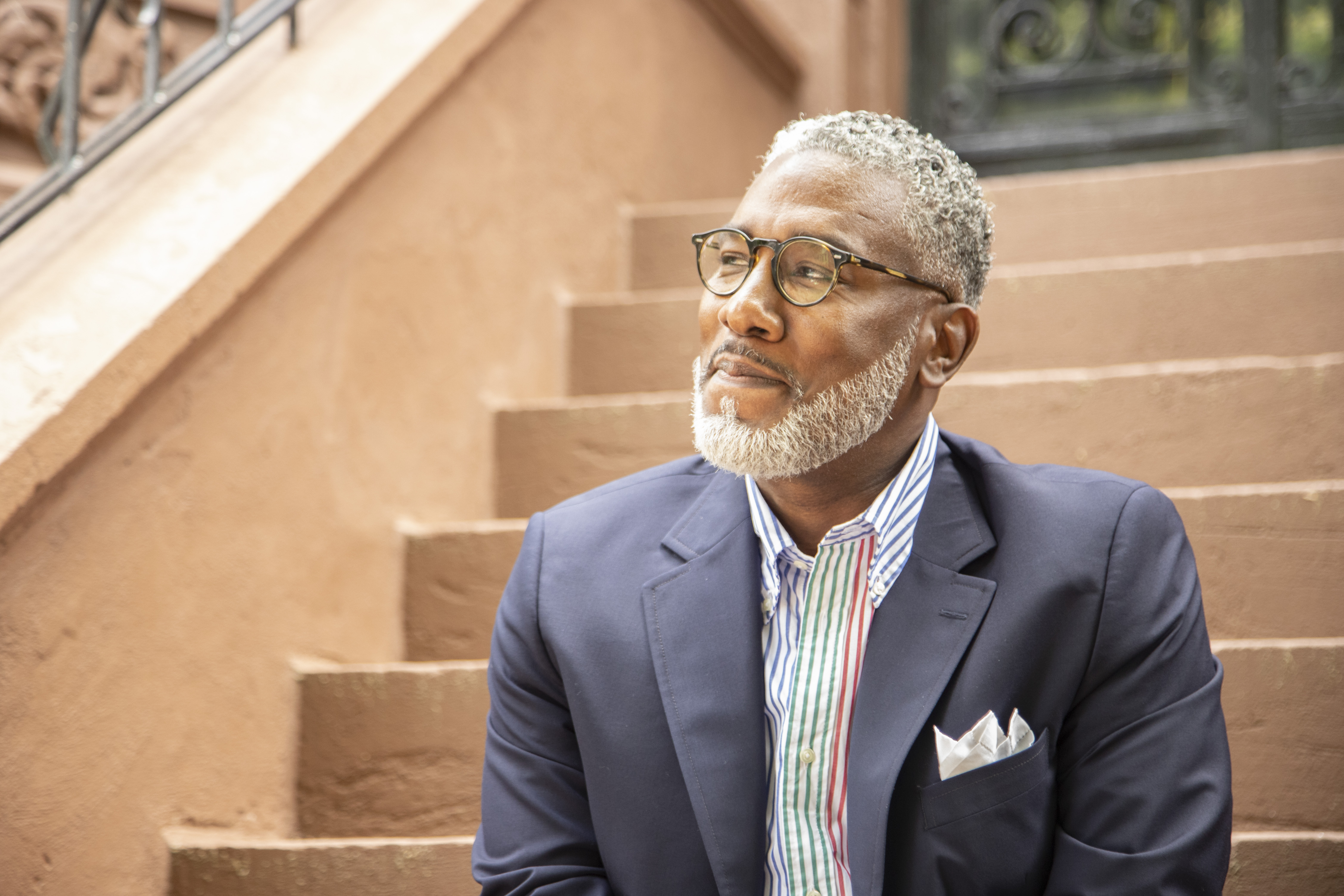
Conrad Tillard

- Hakan Taştan y Turan Topal, dos cristianos turcos conversos que fueron juzgados en 2006, acusados de "presuntamente insultar la 'turquidad' e incitar al odio religioso contra el Islam"[126]
- Hary Tanoesoedibjo – político y empresario indonesio[127]
- María Temryukovna – Princesa circasiana y segunda esposa de Iván IV de Rusia; nacida en una familia musulmana; bautizada en la Iglesia Ortodoxa Rusa el 21 de agosto de 1561
- Conrad Tillard (nacido en 1964): ministro bautista, presentador de radio, autor, activista de derechos civiles y político; se convirtió primero al Islam y luego regresó al cristianismo.
- Aman Tuleyev – gobernador ruso del óblast de Kemerovo
- Hatun Tash (nacida en 1982) – Predicadora cristiana británica de origen turco. Exmusulmana, se destacó por sus discursos sobre la crítica al islam en el Speakers' Corner de Londres.

### U
- Udo Ulfkotte – periodista alemán que nació cristiano, se hizo ateo, luego se convirtió al Islam y finalmente volvió al cristianismo[128]
- Lyasan Utiasheva – gimnasta rusa, convertida al cristianismo ortodoxo oriental[129][130][131]

### V
- Erion Veliaj – Político albanés, actual alcalde de Tirana. Se convirtió al evangelismo tras contactar con misioneros estadounidenses.[132][133][134]
- Julia Volkova – Cantante y actriz rusa más conocida como miembro del dúo pop ruso, tATu[135][136][137]

### W
- George Weah – futbolista liberiano (del cristianismo al islam y de vuelta al cristianismo)
- Munira Wilson – Diputada británica por Twickenham. Criada como musulmana, se convirtió al cristianismo[138]
- Sigi Wimala – Modelo y actriz indonesia, convertida al catolicismo después del matrimonio[139][140]
- Ibrahim Tunggul Wulung – evangelista y misionero indonesio
- Wu'erkaixi – disidente uigur conocido por su papel destacado durante las protestas de Tiananmen de 1989[141]

### Y
- Mosab Hassan Yousef – hijo de un líder de Hamás[142]
- Nania Kurniawati Yusuf – cantante indonesia, finalista de la primera temporada de Indonesian Idol, 2004[143]
- Ramzi Yousef – terrorista que fue uno de los principales autores del atentado contra el World Trade Center de 1993 y del atentado contra el vuelo 434 de Philippine Airlines.

### Z
- Saye Zerbo – Presidente de la República del Alto Volta (actualmente Burkina Faso)